# Murrhardt
Murrhardt är en stad i Rems-Murr-Kreis i regionen Stuttgart i Regierungsbezirk Stuttgart i förbundslandet Baden-Württemberg i Tyskland.  Folkmängden uppgår till cirka 14 200 invånare, på en yta av 71 kvadratkilometer.

## Historia
Murrhardt har funnits sedan romartiden, sedan 161 e.Kr. och hette då Vicus Murrensis, bosättning vid floden Murr, och låg längs den germanska skyddsvallen Limes, och tillhörde den romerska provinsen Germania Superior. Sedan slaget i Zülpich 496 e.Kr. tillhörde Murrhardt Frankernas rike.
Staden som sådan byggdes kring kyrkan St. Maria runt 730 av missionären Pirmin, som på uppdrag av Pippin den yngre, Frankernas konung, spred kristendomen i området. Ett par årtionden senare öppnade ett kloster i området, som hade rätt att trycka egna mynt, och detta kloster tilldelades senare biskopen av Würzburg.
1288 fick Murrhardt marknadsrättigheter. 1372 hemsökte pesten staden. 1388 fick Murrhardt stadsrättigheter tack vare att staden köptes av greven av Württemberg. 1525 härjade bondekrig i staden. 1534 tågade reformationen in i staden.

## Andra världskriget
Under andra världskriget döptes huvudgatan om till Adolf-Hitler-Strasse. Det blev lag på att den nazistiska flaggan skulle hissas på alla högtidsdagar, och den judiska befolkningen fick fly från staden. Idag är en av dagisen döpt efter den judiska familjen Elsas. Murrhardt anfölls flera gånger under andra världskriget och stadshuset användes som fältlasarett under 1945. I samband med amerikanernas intåg den 19 april slutade kriget för Murrhardts del.
Landsrådet efter kriget, som beskrivs som början på en ny demokratisk ordning efter kriget, hölls i det kända värdshuset Sonne-Post, där även det polska fotbollslandslaget bodde under VM 1974.

## Geografi
Staden är belägen i hjärtat av Schwäbischen Wald i distriktet Rems-Murr-Kreis, ungefär 4 mil nordöst om Stuttgart, 12 km öst om Backnang och 18 km sydväst om Schwäbisch Hall. Den ligger längs med Idyllischen Strasse, Murrjärnvägen och floden Murr. Murrhardt är huvudort i naturreservatet Schwäbisch-Fränkischer Wald.
Till staden Murrhardt räknas förutom centralorten Murrhardt också Fornsbach och Kirchenkirnberg som sedan 1971 tillhör staden. Kommunen består till största delen av skog; hela 54 procent är skogsmark.

## Vänorter
- Château-Gontier, Frankrike
- Frome, England
- Rötha, Tyskland

## Sevärdheter
- Stadskyrkan, med Walterichkapellet, södra Tysklands bästa exempel på senromantisk arkitektur.
- St. Walterichskirche, vallfartskyrka där helgonet Walterich sägs vara begraven.
- Gamla stan med sina korsvirkeshus.
- Carl-Schweizer Museum, med betydande naturhistoriska, och historiska samlingar.
- Villa Franck räknas som Murrhardts vackraste hus, och en av de mest betydande Jugendstilsvillorna i hela Tyskland, och är en slottsliknande villa byggd i jugendstil av kaffesubstitutstillverkaren Franck. Idag ägs villan av familjen Hofmann-Siben och är orkestern Stuttgarter Salonikers huvudsäte.
- Wassermühle, kvarnen från 1799.
- Naturparkzentrum, informationscentrum rörande vandringar i naturparken.

## Utbildning
I Murrhardt finns följande skolor:
- Heinrich-von-Zügel-Gymnasium, stadens naturvetenskapliga gymnasium med studentutbyten med skolor i Europa och Sydamerika. Bland annat finns utbyten med Folkuniversitetets Internationella Gymnasium i Linköping.
- Walterichschule
- Hörschbachschule (grundskola)
- Grundschule Fornsbach (grundskola)
- Herzog-Christoph Schule
- Bodelschwingh-Schule (skola för handikappade barn)

## Tidningar
I Murrhardt ges Murrhardter Zeitung ut, och denna tidning har funnits sedan 1884.

## Viktiga personer från Murrhardt
- Ferdinand Nägele – (1808–1879)
- Johann Conrad Jacobi – Bochums borgmästare (född 17 september 1709, död 18 juli 1786 i Bochum)
- Georg Adam Eger – konstnär (1727–1808)
- Heinrich von Zügel – konstnär (född 1850, död 1941 i München)
- Oscar Zügel – konstnär, motståndare till och förföljd av nazisterna (18 oktober 1882–5 mars 1965)
- Reinhold Nägele – konstnär (född 1884, död 1972 i Stuttgart)